# Njegoševo
Njegoševo (srbsky Његошево) je vesnice v autonomní oblasti Vojvodina v Srbsku. Administrativně je součástí opštiny Bačka Topola. V roce 2011 zde žilo 526 obyvatel.

## Národnostní složení
údaje z roku 2002
- Srbové – 85,44%
- Maďaři – 9,17%
- Jugoslávci – 3,16%